# 葡萄牙工人共产党/无产阶级党重组运动
葡萄牙工人共产党/无产阶级党重组运动（葡萄牙語：Partido Comunista dos Trabalhadores Portugueses/Movimento Reorganizativo do Partido do Proletariado，缩写为PCTP/MRPP）是葡萄牙的一个共产主义政党。该党成立于1970年。该党的意识形态是共产主义、马克思列宁主义、毛主义。该党的政治立场是极左翼。该党的领袖是安东尼奥·加西亚·佩雷拉。该党的总部位于里斯本。
后来先后担任葡萄牙总理和欧盟委员会主席的若泽·曼努埃尔·巴罗佐曾是该党领导人之一。